# Museum Burg Zug

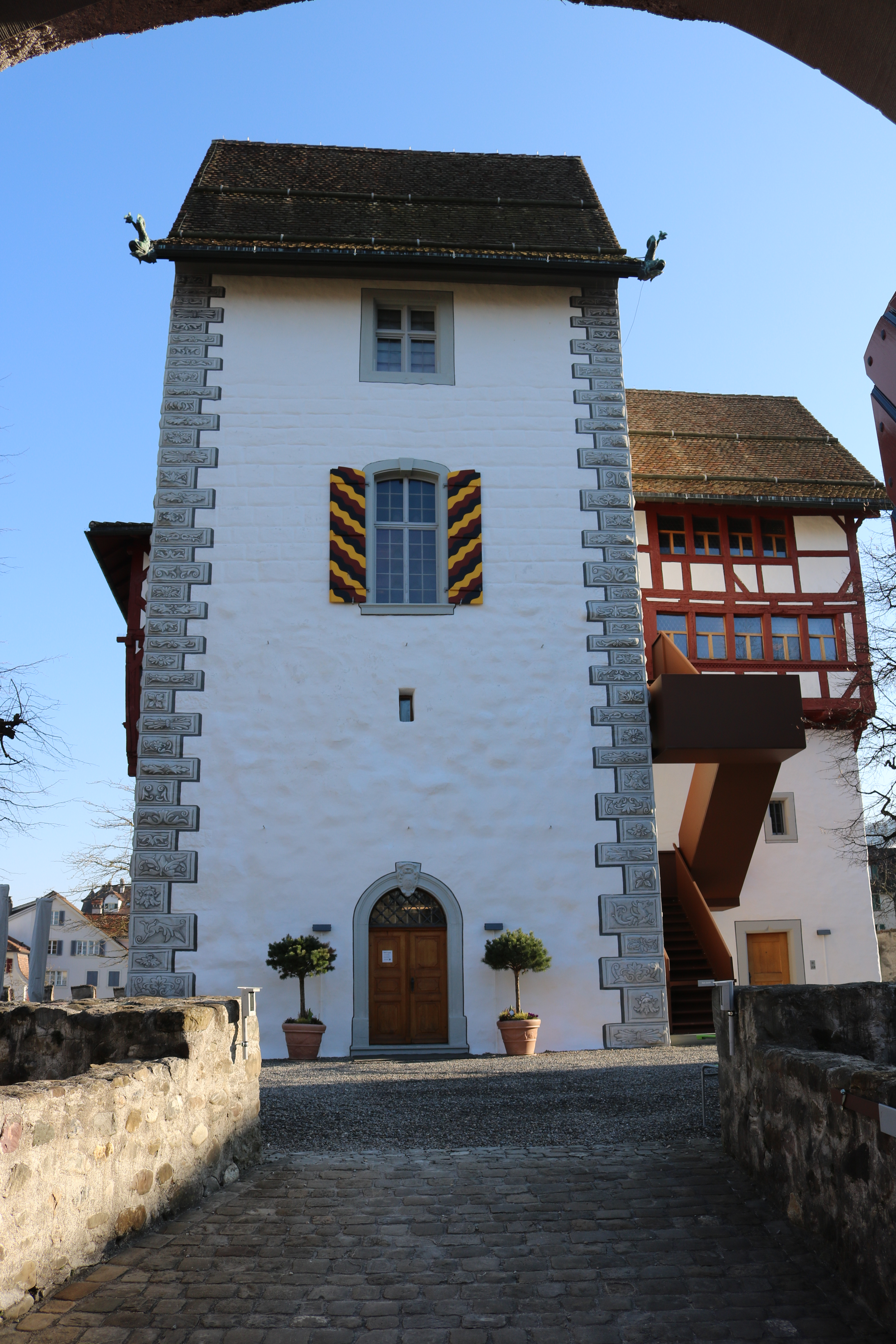
Eingang des Museum Burg Zug

Das Museum Burg Zug ist das kulturgeschichtliche Museum von Stadt und Kanton Zug. Es ist seit 1983 in der neueren Altstadt von Zug in der historischen Burg untergebracht.

## Die Zuger Burg

### Geschichte
Die Ursprünge der Burg Zug reichen bis ins 12. Jahrhundert zurück, erste Siedlungsspuren sind gar älter. Nach dem erzwungenen Beitritt Zugs zur Eidgenossenschaft 1352 war Peter V. von Hünenberg der erste private Besitzer der Burg. In den folgenden Jahrhunderten diente sie bedeutenden Zuger Familien als repräsentativer Wohnsitz, unter anderem den Familien Zurlauben, Landtwing und Kolin, bis sie durch die Familie Hediger 1945 an die Stadt Zug verkauft wurde. Die Stadt plante im ehemaligen Herrschaftssitz das Historische Museum einzurichten, was jedoch erst Ende der 1970er Jahre Realität wurde, als die Burg vom Kanton Zug übernommen und die Stiftung „Museum in der Burg“ gegründet worden war.

### Renovationen und Umnutzung
Von 1979 bis 1982 folgte eine umfassende Restaurierung des Gebäudes, das zuvor wissenschaftlich erforscht worden war. Als Vorlage diente das Aussehen der Burg im 18. Jahrhundert, wobei die wichtigsten jüngeren kunsthandwerklichen Elemente ebenfalls restauriert und beibehalten wurden. Der ehemals barocke Garten wurde jedoch nicht wieder hergestellt. Die frühklassizistische Treppenanlage im Turm wurde ausgebaut, die Veranda mit Freitreppe an der Westfassade (heute Glastüre, die vom Burg-Café in den Hof führt), sowie das neugotische Burgportal wurden abgebrochen. Im zweiten Untergeschoss entstand ein grosser Kulturgüterschutzraum, der heute für Sonderausstellungen genutzt wird.
Im Dezember 1982 wurden die Tore des frisch restaurierten Gebäudes für die Bevölkerung zur Besichtigung geöffnet. Das Museum an sich eröffnete im Frühling 1983 mit einem grossen Burgfest, dessen Hauptattraktion ein Umzug mit über 1000 Teilnehmern war. Der Umzug führte durch die Stadt Zug und thematisierte die Geschichte und Bräuche des Kantons Zug. Unter dem Namen „Museum Burg Zug“ sammelt, dokumentiert und vermittelt es bis heute Zuger Geschichte vom Mittelalter bis zur Gegenwart. Die bisher letzten Arbeiten am Gebäude und im Museum wurden in zwei Etappen jeweils 2014 und 2016 abgeschlossen. Die Dauerausstellung wurde neu gestaltet und die Fassade des Gebäudes restauriert.

## Museum

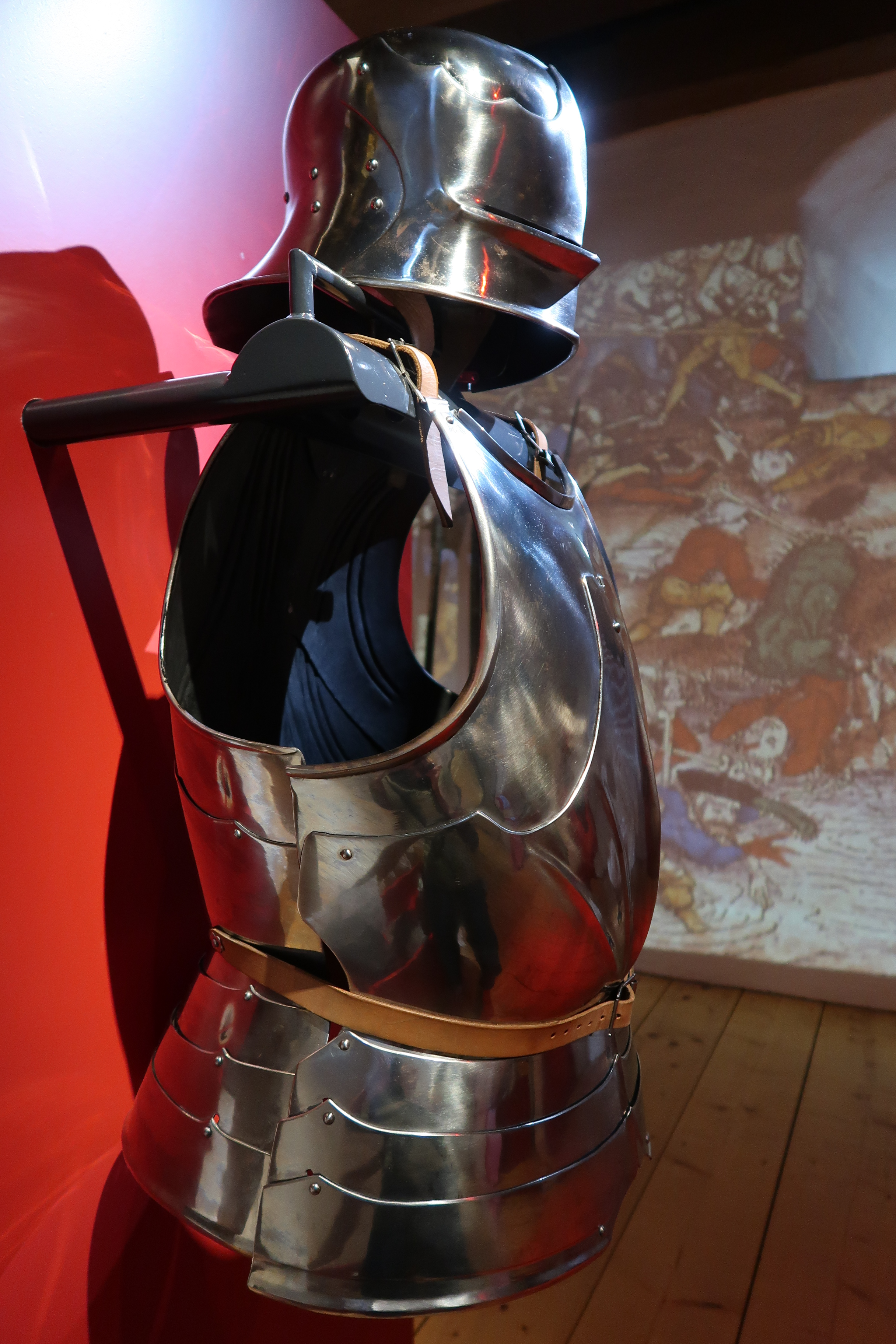
Rüstung in Mittelalterraum des Museum Burg Zug

### Entstehung und Geschichte
Die Geschichte des Museums ist eng mit derjenigen der Sammlung verknüpft, deren Ursprünge bis ins 19. Jahrhundert reichen, als 1873 die Sektion Zug des Historischen Vereins der V Orte beschloss, Anstrengungen zur Gründung eines Zugerischen Museums zu unternehmen. Damit sollte der „Ausverkauf“ der heimatlichen Kulturgüter gestoppt werden, der sich in den Jahren zuvor rasant entwickelt hatte. Das erste Historische Museum für Zuger Kulturgüter konnte schliesslich im Mai 1878 im Rathaus der Stadt Zug eröffnet werden, wo es bis 1940 blieb und stetig wuchs. Die Trägerschaft des Museums hingegen ging 1903 an die Bürgergemeinde Zug über. Mit dem Ausbruch des Zweiten Weltkrieges und der Generalmobilmachung liessen der damalige Präsident der Museumskommission Emil Schwerzmann und der Bürgerschreiber Leo Brandenberg einen Teil der Sammlung in Kisten verpacken und in Sicherheit bringen. Das Museum blieb geschlossen, eine neue Ausstellung wurde diskutiert und ein allfälliger neuer Standort gesucht. Dabei wurde unter anderem die Burg in Betrachtung gezogen. Bereits 1945 war die Liegenschaft von der Stadt Zug der Familie Hediger abgekauft worden. Nach Kriegsende wurde jedoch wieder das Rathaus am Fischmarkt als Ausstellungsstandort bezogen. Im Jahr darauf, am 12. November 1946, zerstörte ein Brand im 1. Stock des Rathauses den Bürgerratssaal und die Bürgerkanzlei. An der historischen Sammlung entstanden glücklicherweise keine grossen Schäden. Mit der Renovation des 1. Obergeschosses des Rathauses musste das Museum ausziehen, da das Rathaus wieder als Amtsgebäude dienen sollte. Die Ausstellungsstücke wurden erneut in Kisten verpackt und auf verschiedene Lager in der gesamten Stadt verteilt. Ein neuer Standort musste gefunden werden. 1950 beschlossen Bürger- und Stadtrat, das Historische Museum in der Burg einzuquartieren. Bis dies jedoch Realität wurde vergingen Jahrzehnte und das Gebäude wurde je länger desto baufälliger. 1971 erklärte sich der Kanton Zug bereit, die Liegenschaft der Burg und deren Restaurierungskosten zu übernehmen. Die Stadt, sowie die Bürger- und Korporationsgemeinde sollten sich jedoch an den Unkosten beteiligen, für den Museumsbetrieb sollte eine Stiftung gegründet werden. 1974 bewilligte der Kantonsrat die Übernahme der Liegenschaft. 1975 wurde die Stiftung „Museum in der Burg“ gegründet und im Dezember 1977 der Restaurierung und dem Einrichten eines Historischen Museums in der Burg durch den Kantonsrat zugestimmt.

### Trägerschaft und Verwaltungsstandort
Trägerschaft des Museums ist die Stiftung «Museum in der Burg Zug». Sie ist eine öffentlich-rechtliche Stiftung mit dem Zweck, in der dem Kanton Zug gehörenden Burgliegenschaft ein Museum zu betreiben und dadurch Einblick in die zugerische Geschichte und Kultur zu ermöglichen. Die Stiftung wurde 1976 vom Kanton und der Stadt Zug, sowie von der städtischen Bürgergemeinde und der Korporation Zug gegründet. Die seither erreichte regelmässige Unterstützung durch die elf Einwohnergemeinden des Kantons unterstreicht die regionale Anerkennung. Zwischen der Stiftung «Museum in der Burg Zug» und dem Kanton sowie der Stadt Zug besteht eine Leistungsvereinbarung über die Grundsätze der Führung des Museums. Wesentlicher Teil des Leistungsauftrags ist es, die Burg Zug als aktives und volksnahes Museum zu führen.
Der Verwaltungsstandort des Museums Burg Zug ist an der Hofstrasse in Zug angesiedelt, da das Gebäude der Burg zu klein ist, um die Ausstellungen und die gesamte Verwaltung aufnehmen zu können.

## Sammlung
Die Sammlung des Museums Burg Zug umfasst rund 50'000 historische Gegenstände zur Geschichte des Kantons Zug. Das älteste Objekt der Sammlung – ein Beinkästchen aus Horn, das 1918 angekauft wurde – wird auf das 10. bis 11. Jahrhundert datiert. Einige der jüngsten Objekte sind Utensilien zur Zuger Initiative für bezahlbaren Wohnraum vom 21. Mai 2017, zwei Bierflaschen der ehemaligen Mikro-Bierbrauerei Franzen Brau auf dem Victoria-Areal in Baar, diverse Objekte zum Eidgenössischen Schwing- und Älplerfest 2019 in Zug, sieben Krypto-Zertifikate (zwei davon sind in der Dauerausstellung Museum Burg Zug im Roten Zimmer im 2. OG ausgestellt), Hygienemasken und Handschuhe zum Schutz gegen das Coronavirus der Livinguard AG aus dem Jahr 2020. Nur ein Bruchteil der Sammlung kann in der Dauerausstellung oder in externen Präsentationen gezeigt werden. Der grösste Teil der Sammlung lagert im Sammlungsdepot.

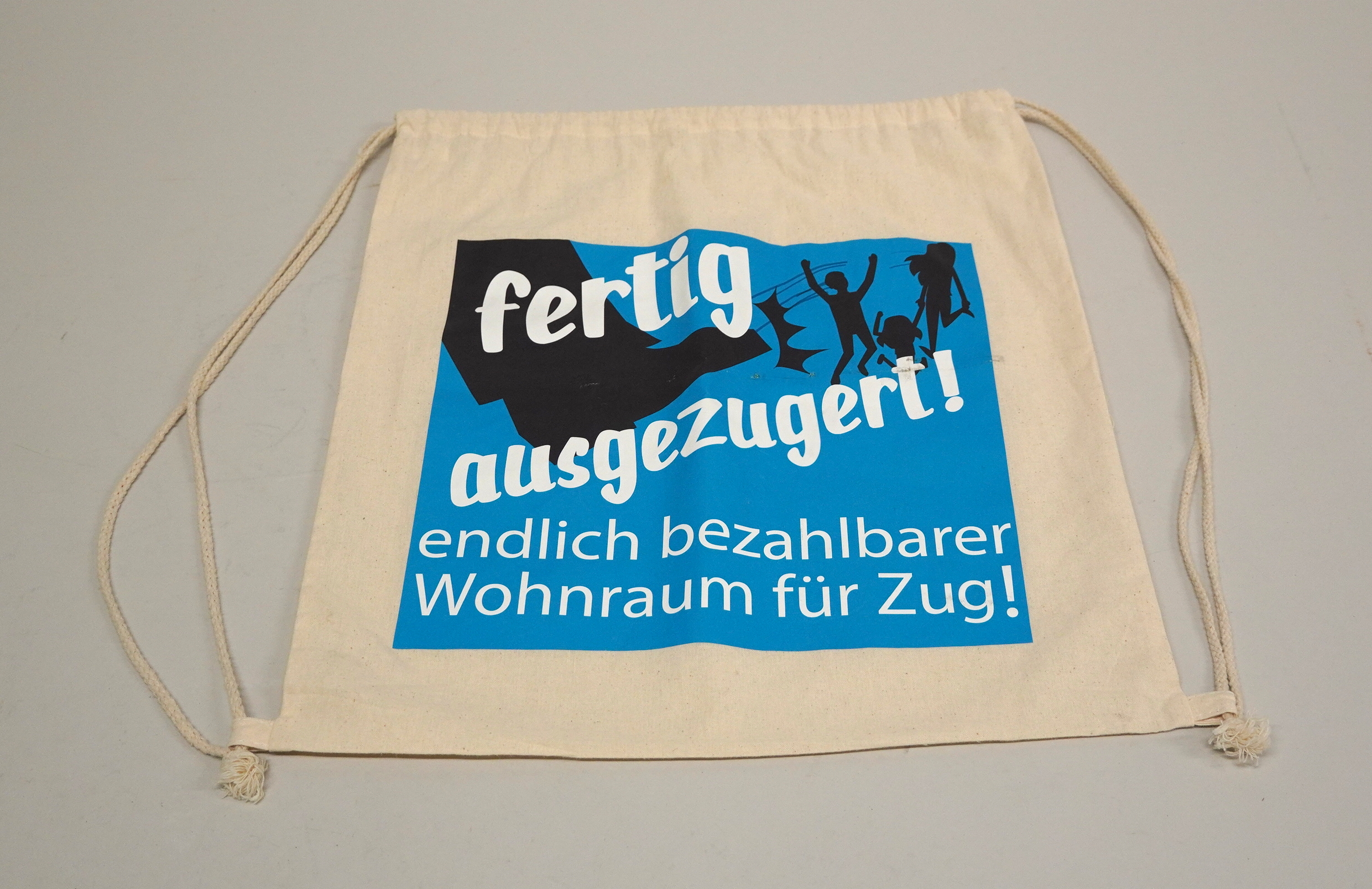
Werbetasche zur Zuger Initiative für bezahlbaren Wohnraum (Inventarnummer 17084) aus der Sammlung des Museum Burg Zug

### Ursprünge
Die Ursprünge der Sammlung reichen bis ins 19. Jahrhundert zurück. Nach der Eröffnung des Historischen Museums im Rathaus Zug im Mai 1879 erschien der erste Museumsführer, welcher unter anderem auch den Sammlungsbestand beschrieb. 1892 und 1895 erschienen mit dem Zugerischen Zeughauskatalog und dem Katalog der historisch-antiquarischen Sammlung in Zug zwei Sammlungskataloge, welche einen Einblick in den Sammlungsbestand geben. Die Sammlung bestand hauptsächlich aus Antiquitäten, dem Zeughausbestand von 1902 und 1906 sowie weiteren militärischen Objekten und Glasgemälden. 1928 wurde die Sammlung im Bereich Druckgrafik und Porträtsammlung aus dem Vermächtnis von Georg Sidler (1831–1907) aus Bern erweitert. 1931 erschien ein weiterer Sammlungskatalog der historisch-antiquarischen Sammlung in Zug. In der Zeit von 1946 bis 1982, als kein ständiges Museum bestand, erweiterte sich die Sammlung trotzdem. Unter anderem fanden 1961 ca. 1400 Objekte als Schenkung der Sammlung Louis Bossard (1864–1957) durch den Sohn Louis Bossard-Tuor (1895–1981) Eingang in den Sammlungsbestand und kurz darauf vermachte Wilhelm Josef Meyer eine Sammlung druckgrafischer Ansichten von Stadt und Kanton Zug. 1962 kaufte die Korporation Zug 141 grösstenteils zugerische Glasgemälde von der Nostell Priory (englischer Landsitz im Dorf Nostell bei Crofton in der Nähe von Wakefield in Yorkshire.) zurück. Mit der Gründung der Stiftung «Museum in der Burg Zug» auf Initiative des damaligen Regierungsrates und späteren Bundesrates Hans Hürlimann (1918–1994) im Jahr 1975 brachten der Kanton sowie die drei Stadtzuger Gemeinden ihr Museumsgut/Sammlungsgut in die Stiftung ein und die Einwohnergemeinde der Stadt Zug zusätzlich ihre grafische Sammlung. Weiter kamen Schenkungen und Dauerleihgaben der Kirchgemeinden Baar, Cham, Menzingen, Neuheim, Unterägeri und Zug zur Sammlung hinzu, welche in erster Linie im Zusammenhang mit der Eröffnung des Historischen Museums in der Burg Zug stehen.
Als 1982 das Museum Burg Zug den Betrieb aufnahm, wurde das Sammlungsgut der Bürgergemeinde, der Einwohner- und der Korporationsgemeinde der Stadt Zug und weitere Kulturgüter des Kantons zusammengelegt und von der Stiftung übernommen. Zu den wichtigsten Sammlungserweiterungen seit 1983 gehören der «Nachlass Fritz Kunz (1868–1947)», die «Schuhmacherei Xaver Blum aus Risch», «Hafnerei Keiser», «Sammlung Familie Schwerzmann, Postplatz Zug» und die «Drogerie Luthiger». Die jüngsten Übernahmen gehören zur neueren Zuger Geschichte und dokumentieren die Industrialisierung sowie die neuere Politik des Kantons. So kam eine Sammlung von Industriegut zum Museumsfundus und diverse Gegenstände der ehemaligen Stadtpolizei Zug wurden übernommen. Seit 2022 sind Bestandteile der Sammlung digital unter «Sammlung Online» öffentlich zugänglich.

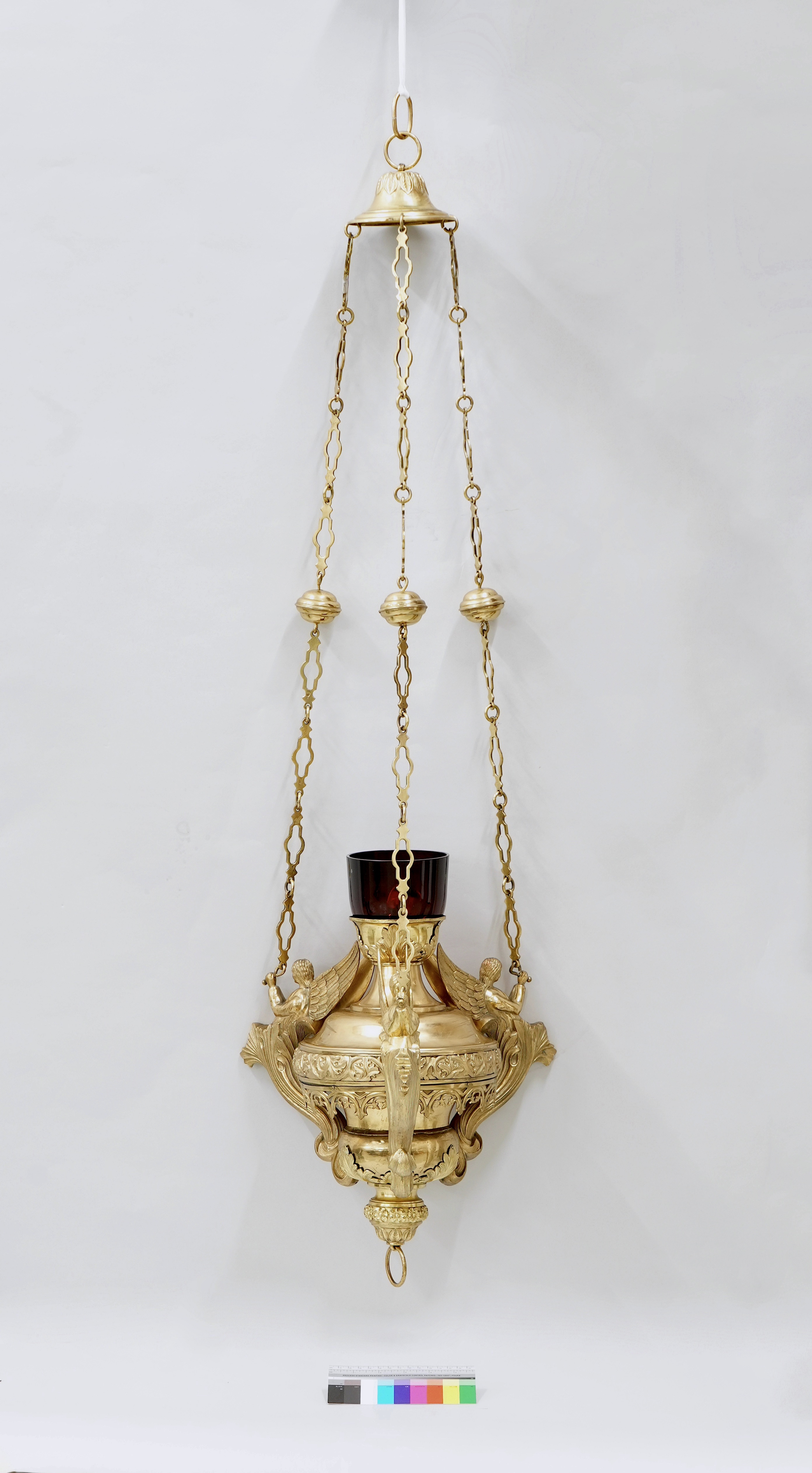
Ewiglichtampel (Inventarnummer 21174) aus dem Erschliessungsprojekt "Kloster Maria Opferung" des Museum Burg Zug

### Erschliessungsprojekt «Kloster Maria Opferung»
Der Tod der Mutter Oberin Ende 2019 und der Wegzug der letzten Schwestern aus dem Kapuzinerinnenkloster Maria Opferung Anfang 2021 markierte eine Zäsur in der mehreren Jahrhunderte umfassenden Klostergeschichte. Das Kloster ging in den Besitz des Vereins Kloster Maria Opferung über, der sich entschied, die Gebäude zu sanieren und sie einer neuen Nutzung zuzuführen. Die Klosterausstattung sollte als Schenkung ins Museum Burg Zug kommen, um sie zu sichern und das Erbe für künftige Generationen zu erhalten. Im Rahmen eines Auswahl- und anschliessenden Überführungsprozesses hat ein Fachteam unter der Leitung des Historikers und ehemaligen Museumsdirektors Marco Sigg die bedeutendsten Objekte ausgesucht, begutachtet, wo nötig restauriert, inventarisiert und ins Depot des Museums Burg Zug transferiert.
Der umfangreiche Bestand umfasst 1291 Objekte. Dabei handelt es sich sowohl um Einzelobjekte als auch um mehrteilige Objekte oder gar um aus vielen zusammengehörenden Elementen bestehende Ensembles. Diese umfassen insgesamt ca. 3000 Einzelgegenstände. Der Bestand umfasst neben religiösen Gütern wie liturgischen Geräten und bestickten liturgischen Textilien, Gemälden, Skulpturen, selbst eingefasste und verzierte Reliquien, Gold- und Silberschmiedearbeiten oder Ausstattungsteile der ehemaligen Klosterkirche auch profane Einrichtungsgegenstände der Alltagskultur und der Hauswirtschaft sowie Objekte zum Schulwesen, da die Schwestern auch eine Mädchenschule und ein Töchterinstitut führten. Das Erschliessungsprojekt «Kloster Maria Opferung» wurde grösstenteils durch den Lotteriefonds des Kantons Zug finanziert.

### Erschliessungsprojekt «Fotodynastie Bürgi»
Als Begründerin der Fotodynastie Bürgi gilt Laura Bürgi-Heuser (1875–1964), welche 1902 das «Fotoatelier Bürgi» an der Kantonsstrasse in Unterägeri eröffnete. 1908 wurde das Fotoatelier inkl. Wohnsitz an die Waldheimstrasse / alte Landstrasse verlegt. Ab den späten 1920er Jahren betrieb sie eine Filiale in Unterägeri, die der jüngste Sohn Ernst Johannes Bürgi (1901–1990) leitete und 1933 übernahm. Laura Bürgi-Heuser führte ihr Geschäft gemeinsam mit dem ältesten Sohn Reinhold Bürgi jun. (1895–1964) bis zu ihrem Tod 1964.
Der Bestand zur Fotodynastie Bürgi umfasst rund 200 bis 250 Objekte, welche dem Museum Burg Zug in den Jahren 2021 und 2022 von der «Erbengemeinschaft Bürgi Erben» geschenkt wurden. Das Konvolut umfasst diverses Fotomaterial der Fotodynastie Bürgi Unterägeri. In einem ersten Schritt wurde der Objektbestand begutachtet, registriert und sortiert und triagiert. Bei der Triage wurde entschieden, dass man diverse Objekte im Sinne der Abgrenzung der Sammlungsgebiete sowie aus konservatorischen Gründen der Lagerung dem Staatsarchiv Zug übergeben werden.

### Sammlung Online
Seit November 2022 ist ein Teil der Sammlung Museum Burg Zug auf der Website unter «Sammlung Online» abrufbar und wird laufend erweitert.

## Ausstellungen

### Dauerausstellung zur zugerischen Kulturgeschichte
Die Dauerausstellung wurde 2014 neu gestaltet. Eine zur erhaltenen Raumausstattung passende Auswahl von Themen der Zuger Geschichte bringt das Gebäude als wichtigsten Ausstellungsgegenstand zur Geltung. Es wird keine lineare Geschichte erzählt. Geschichte wird in den historischen Räumen authentisch erlebt: Im Landtwing-Kabinett spürt man den Einfluss der französischen Kultur, die Zuger Söldner im 18. Jahrhundert aus fremden Diensten in die Heimat zurückbrachten. Das Hediger-Zimmer zeigt die Besitzergeschichte der Burg und gibt einen Eindruck vom grossbürgerlichen Wohnen um 1900. In den thematischen Räumen werden unterschiedliche Facetten der Zuger Kulturgeschichte beleuchtet. Am Stadtmodell wird Zug um 1730 mit der heutigen Stadt verglichen. Komplette historisch-gewerbliche Einrichtungen sind in einer Schuhmacherwerkstatt aus den 1930er Jahren oder in der Drogerie Luthiger zu sehen.

### Sonderausstellungen
In den Sonderausstellungen nimmt das Museum aktuelle Themen auf oder bietet einen vertieften Blick in die zugerische Kulturgeschichte. Die Sonderausstellungen finden jeweils im speziellen Raum für Kulturgüter im zweiten Untergeschoss statt.
Letzte Ausstellungen:
- Alles in Ordnung? Geschichten aus der Sammlung (2023/2024)
- BRAUN. VIEH. ZUCHT. Nix Natur, alles Kultur (2022/2023)
- Schnee war gestern – in den Voralpen (2020/2021)
- Ernstfall! Die Schweiz im Kalten Krieg (2019/2020)
- gezeichnet. Die «Buchenwaldkinder» auf dem Zugerberg (2018/2019, Kooperation mit der ZHdK)
- Anders. Wo. Zuger Aus- und Einwanderungsgeschichten (2017/2018)
- 14/18 – die Schweiz und der Grosse Krieg (2016, Kooperation mit dem Verein «Die Schweiz und der Erste Weltkrieg»)
- Obacht – Weihnacht! Die Sammlung Alfred Dünnenberger (2015/2016)
- Zug ist Schmuck. 400 Jahre Gold und Silber aus Zuger Werkstätten (2015)

Das Museum Burg Zug bietet verschiedene Vermittlungsangebote im Rahmen der Dauer- und Sonderausstellungen für interessierte Besucher, Familien und auch Schulen an.